# 764
| 764                |
| ------------------ |
| Dødsfald - Fødsler |
|                    |

| Gregoriansk kalender | 764 DCCLXIV             |
| Ab urbe condita      | 1517                    |
| Armensk kalender     | 213 ԹՎ ՄԺԳ              |
| Kinesiske kalender   | 3460 – 3461 癸卯 – 甲辰 |
| Etiopisk kalender    | 756 – 757               |
| Jødisk kalender      | 4524 – 4525             |
| Hindukalendere       |                         |
| - Vikram Samvat      | 819 – 820               |
| - Shaka Samvat       | 686 – 687               |
| - Kali Yuga          | 3865 – 3866             |
| Iransk kalender      | 142 – 143               |
| Islamisk kalender    | 146 – 147               |

Se også 764 (tal)